# Línia insúbrica
La Línia insúbrica o Costura periadriàtica (o falla) és una falla geològica del sud d'Europa, discorre en forma de S durant uns 1.000 km des de la mar Tirrena a través dels Alps del Sud fins a Hongria. Forma la divisió entre la Placa d'Apúlia i la Placa euroasiàtica.

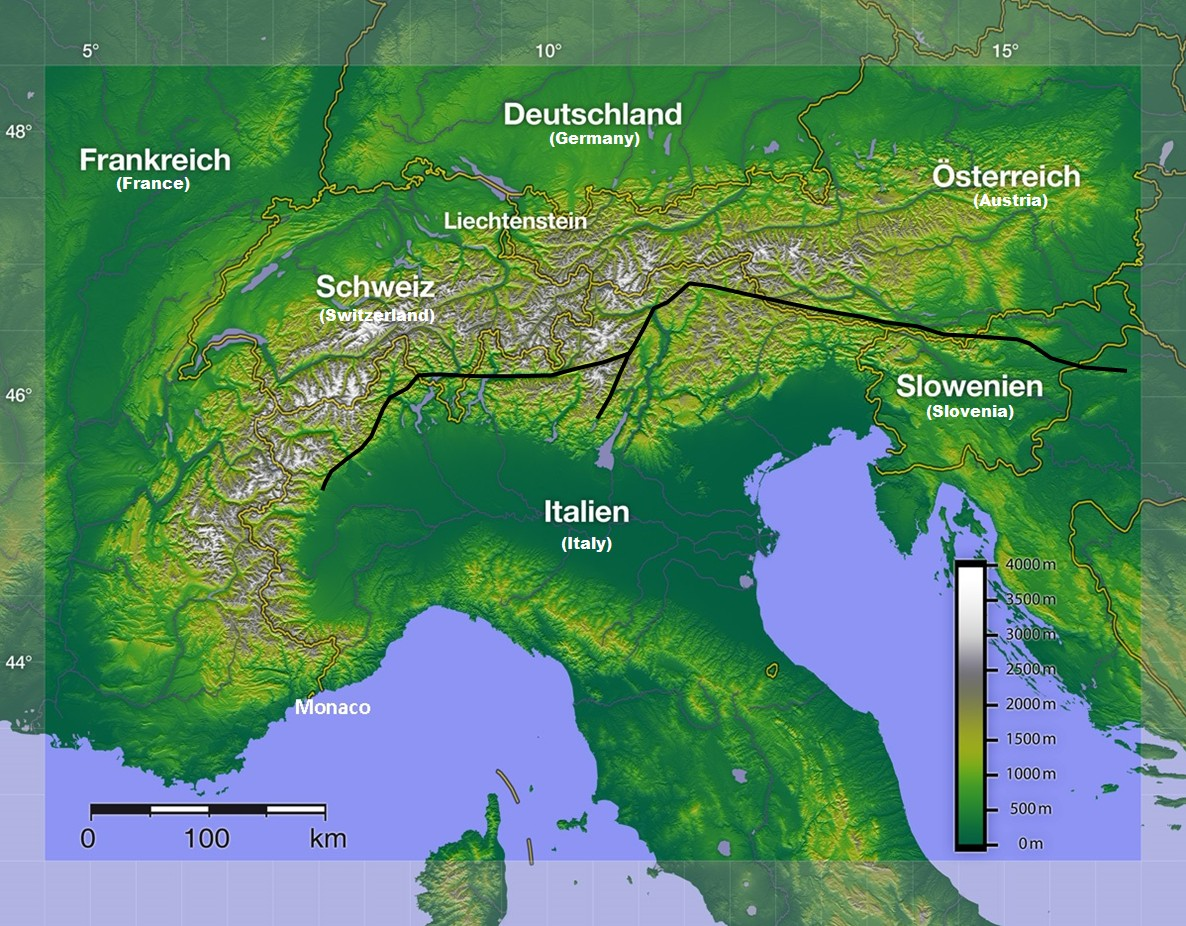
Relleu del Alps i la línia insúbrica